# Mimosa verrucosa
Mimosa verrucosa är en ärtväxtart som beskrevs av George Bentham. Mimosa verrucosa ingår i släktet mimosor, och familjen ärtväxter. IUCN kategoriserar arten globalt som nära hotad. Inga underarter finns listade i Catalogue of Life.

## Bildgalleri

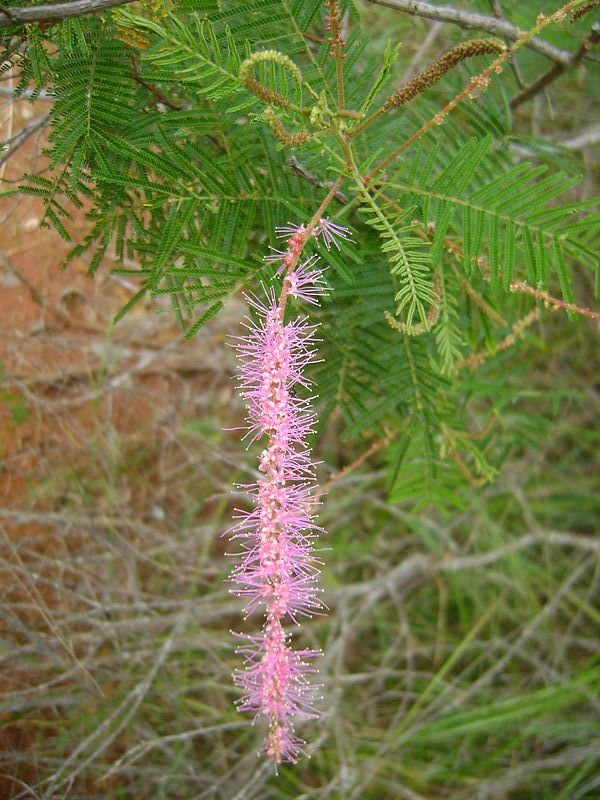
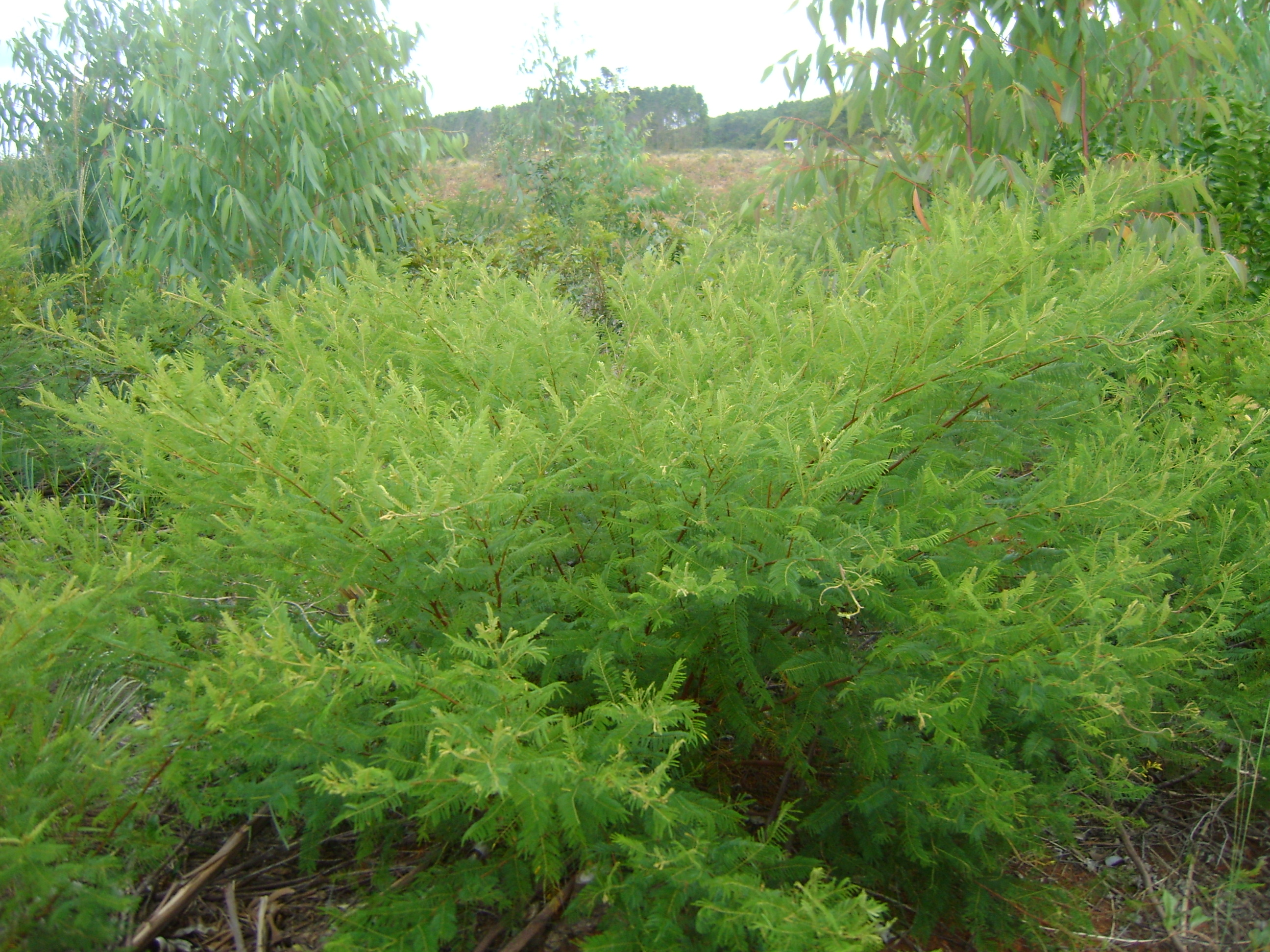
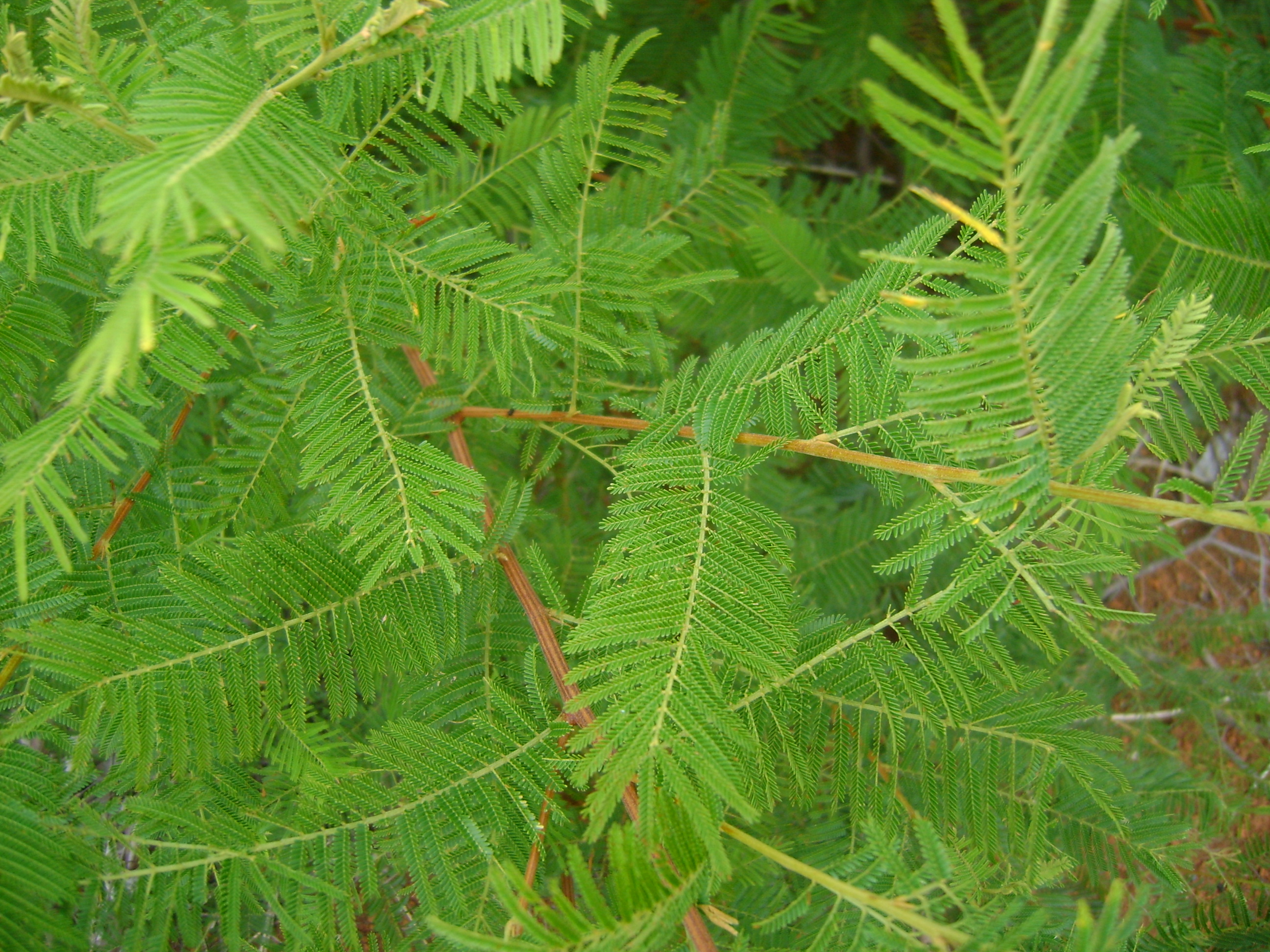
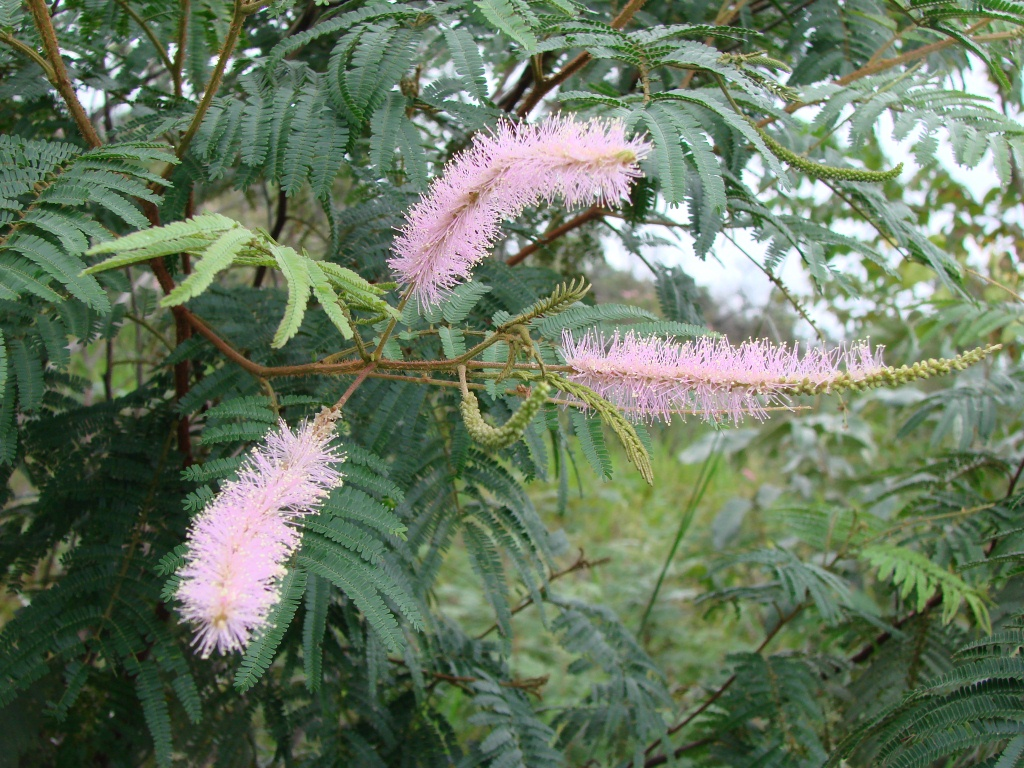